# Manuel Camacho (futebolista)
Manuel Camacho (29 de abril de 1929) é um ex-futebolista mexicano que competiu na Copa do Mundo FIFA de 1958.